# Arachnodes oberthuri
Arachnodes oberthuri är en skalbaggsart som beskrevs av Antoine Boucomont 1937. Arachnodes oberthuri ingår i släktet Arachnodes och familjen bladhorningar. Inga underarter finns listade.